# The Gilda Stories
The Gilda Stories es la primera novela de la escritora y activista estadounidense Jewelle Gomez. Publicada en 1991, es una novela de vampiros que cuenta las experiencias de una protagonista bisexual y negra cuyo poder y moralidad desafían los principios del mito vampírico. Los lectores siguen a la protagonista en su viaje por el tiempo y sus múltiples vidas, desde sus comienzos como una esclava fugitiva y anónima en Luisiana en 1850. Después de matar a un cazarrecompensas en defensa propia, es rescatadapor Gilda, una vampira que dirige un burdel llamado Woodard. Las mujeres del burdel al educan, se convierten en su familia y la guían al vampirismo y la vida eterna. Finalmente se convierte en una vampira y adopta el nombre de Gilda. La novela presenta varios escenarios históricas en diferentes ciudades y épocas, destacando los momentos clave en la vida de Gilda. Se encuentra en California en 1890, en Misuri en 1921, en Massachusetts en 1955, en Nueva York en 1981, en New Hampshire en 2020 y en la "Tierra del Encantamiento" en el año 2050. Este viaje por el tiempo y el mundo también presenta los temas de la identidad negra, la sexualidad y el empoderamiento de la mujer en diversos ámbitos.

## Premios
The Gilda Stories ganó dos premios literarios Lambda (ficción y ciencia ficción). La novela tuvo varias lecturas públicas en el Museo de la Diáspora Negra y en el Queer Arts Festival en el año 2011, en el 20 aniversario de su publicación. La autora adaptó la novela al teatro en Bones & Ash: A Gilda Story, que fue interpretada por Urban Bush Women en 13 ciudades de los Estados Unidos.